# Vulcabras
A Vulcabras (B3: 11762, VULC3) é uma empresa brasileira que atua no setor calçadista. Fundada em 1952 em Jundiaí (SP), ela é a maior gestora de marcas de artigos esportivos do País, tendo em seu portfolio as marcas Mizuno, Olympikus e Under Armour. Com mais de 17 mil colaboradores, possui cinco unidades: duas plantas fabris localizadas em Horizonte (CE) e Itapetinga (BA); um centro administrativo em Jundiaí (SP); um novo Centro de Distribuição em Extrema (MG) e o Centro de Tecnologia e Desenvolvimento localizado em Parobé (RS).
A Vulcabras também está presente com seu portfólio de marcas em mais de 19 mil pontos de venda no Brasil e em mais de 15 países, com uma atuação mais forte na América Latina, onde conta com 50 lojas no Peru e no Chile (onde atua através de um franqueado).
Seu portfolio composto exclusivamente por marcas esportivas que atendem diferentes perfis de consumidores e suas necessidades a tornam líder no território nacional. Com estratégias de posicionamento e equipes de negócio individuais, as marcas contam com times experientes e que possuem conhecimento sobre as necessidades do consumidor brasileiro. 

## Foco no esporte
No início de 2021 a Vulcabras concluiu a aquisição da operação da Mizuno no Brasil, passando a desenvolver, produzir e importar produtos da marca, incluindo calçados, vestuários e acessórios, com exclusividade em território nacional para a distribuição ao varejo e comercialização direta ao consumidor através de lojas próprias ou e-commerce até dezembro de 2033. Com a integração da marca Mizuno ao seu portfólio de marcas esportivas, assim como o licenciamento da marca Azaleia à Grendene, a Vulcabras conclui uma transição estratégica, que se iniciou em 2018 com a aquisição da Under Armour, e se consolida como a maior gestora de marcas esportivas do país.
Olympikus, Under Armour e Mizuno passam então a ter à disposição toda a tecnologia e inovação do Centro de Tecnologia e Desenvolvimento de calçados da Companhia, o maior da América Latina. Essa composição de marcas possibilita a Vulcabras a oferecer produtos que atendam a todos os perfis de consumidores e atletas e suas respectivas necessidades, com calçados que vão de R$ 169 a R$ 1.600 e roupas e acessórios esportivos de R$ 49 a R$ 999. 

## Marcas
Mizuno: marca japonesa com foco em calçados de alta performance, tem sua fortaleza produtos pensados no detalhe para todos os perfis de atleta, com grande destaque para a corrida, uma das práticas esportivas que mais cresce entre os brasileiros.
Olympikus: maior marca esportiva brasileira, que tem como objetivo democratizar o acesso à alta tecnologia e ao estilo de vida esportivo, apoiando o corre do brasileiro. Com isso traz versatilidade e custo benefício ao mix de produtos da empresa, com posicionamento smart choice, tecnologia, performance e preço.
Under Armour: terceira maior marca esportiva no mundo, de origem americana, nos traz um ecossistema de soluções (aplicativos, vestuários, acessórios e calçados) de performance esportiva para toda a jornada do atleta de alta performance (treino, competição e recuperação).
Botas Vulcabras: a Vulcabras, maior empresa calçadista do País, detentora das melhores tecnologias em relação a conforto e durabilidade, também possui em seu portfolio de marcas a Botas Vulcabras. Voltada para a área industrial, produz botas de segurança destinadas a trabalhadores de hospitais, mineradoras, siderúrgicas, agronegócio, construção civil e diversos outros setores. Feitas com PVC e EVA de alta durabilidade, são resistentes a produtos químicos, possuem desenho antiderrapante e respeitam as normas internacionais de qualidade.

#### Confira as marcas que já estiveram sob a gestão da Vulcabras
- de 1973 a 1999: Adidas - 26 anos
- de 1981 a 1992: Le Coq Sportif - 11 anos
- de 1986 a 1999: Puma - 13 anos
- de 1992 a 1996: Lotto - 4 anos
- de 1999 a 2012: Reebok - 13 anos
- de 2001 a 2007: Keds - 6 anos
- de 2001 a 2020: Dijean - 19 anos
- de 2001 a 2020: Opanka - 19 anos
- de 2002 a 2006: Asics - 4 anos
- de 2007 a 2020: Azaleia - 15 anos
- 2007 - atualmente: Olympikus - 16 anos
- 2018 - atualmente: Under Armour - 4 anos
- 2021 - atualmente: Mizuno - 2 anos

## Sustentabilidade
A Vulcabras se preocupa com o pilar de sustentabilidade, sendo a indústria calçadista mais sustentável do País, com investimento em diversas iniciativas, como:
Energia limpa: a partir de janeiro de 2022 as unidades fabris da Vulcabras passaram a ser abastecidas com energia eólica. Localizadas em Itapetinga (BA) e em Horizonte (CE), as fábricas são supridas por um dos maiores complexos de energia eólica do mundo, o Rio do Vento, no Rio Grande do Norte. O contrato firmado entre a Vulcabras e a Casa dos Ventos (responsável pelo complexo), no valor de R$150 milhões, prevê o fornecimento de energia limpa pelo período mínimo de 13 anos. A empresa fornecerá a totalidade do consumo da Vulcabras, equivalente à 7 megawatts (MW) médio nesse período, e que nesse novo perfil de fornecimento evita o lançamento de 15 mil toneladas de CO2 na atmosfera, o equivalente ao plantio de 67 mil árvores.  
Preservação ambiental: a companhia criou em Itapetinga (BA), local uma de suas fábricas, uma área de preservação ambiental de 30 mil metros quadrados. No local a Vulcabras realizou o plantio de duas mil mudas de árvores nativas e contratou e capacitou moradores da região em situação de vulnerabilidade socioeconômica para auxiliar na construção do espaço. A área, cedida pelo município, é gerida pela Vulcabras, que faz manutenção e preservação do local. 
A criação da área ambiental fez com que a Vulcabras desse um destino sustentável às quase 85 toneladas de resíduos produzidos pela unidade baiana no passado. Hoje a Vulcabras recicla 100% destes resíduos, sendo reciclados ou reutilizados pela empresa.
Reuso de água e reciclagem dos resíduos: Um grande exemplo é que a companhia finalizou um projeto em sua fábrica da Bahia que destina 100% de seus resíduos do processo produtivo para matéria prima de outras empresas ou reciclagem.  
Economia circular: em meados de 2016, a empresa iniciou um movimento com o intuito de fomentar a economia circular e a política dos 3 Rs (Reduzir, Reutilizar e Reciclar), com o objetivo de alinhar os conceitos da melhoria dos aspectos de sustentabilidade. Desde então já estão sendo realizados:
- O EVA (Ethil Vinil Acetat), principal material usado na produção de calçados, descartado torna-se matéria-prima para a produção de outros produtos, como tapetes e tatames.

- Os tecidos, boa parte do material descartado abastece a indústria de novelaria para a produção de sofás e outros produtos. Uma parte é reutilizada pelas unidades da Vulcabras pelas áreas de limpeza. Outra é processada e usada pela indústria cimenteira (Bahia)

- A reciclagem é feita com materiais constantes nos produtos até embalagens plásticas utilizadas em processos indiretos e uniformes, fazendo com que tudo o que passa pelo processo da empresa (independentemente se for da área produtiva ou administrativa) tenha uma tratativa ideal antes da decisão de realizar a sua correta disposição final.

Origem Sustentável: o Programa Origem Sustentável é o único programa de sustentabilidade no mundo que certifica empresas calçadistas. Em 2021 a unidade da Vulcabras localizada em Horizonte (CE) passou pelo processo de recertificação, conquistando o nível Diamante – o mais alto da certificação Origem Sustentável, alcançando mais de 80% dos indicadores. O programa é baseado nas melhores práticas internacionais de sustentabilidade e ESG, seguindo indicadores de cinco dimensões: econômica, ambiental, social, cultural e gestão da sustentabilidade. 
Prêmio ESG FIEC: a Vulcabras foi a primeira empresa a conquistar o selo ESG-FIEC, certificação concedida pela Federação das Indústrias do Estado do Ceará. A companhia alcançou classificação máxima em práticas ambientais, sociais e de governança. O Programa de Certificação ESG-Fiec foi lançado em abril de 2022 e tem como objetivo fornecer ao mercado uma avaliação e uma validação das práticas ESG das indústrias cearenses. O selo também guia as empresas cearenses rumo à sustentabilidade, em alinhamento com as melhores práticas globais. 
Para mais informações sobre todas as iniciativas da companhia, acesse o Relatório de Sustentabilidade 2021 da Vulcabras clicando aqui.

## Linha do tempo
- 1952 - Cia Brasileira de Calçados Vulcanizados S.A. dá início às operações. Criação do Vulcabras 752, o calçado que marcou o Brasil e o início da Vulcabras.
- 1975 – Vulcabras cria sua marca própria de calçados esportivos, a Olympikus
- 1977 - Abertura do capital social na Bovespa
- 1988 – Os irmãos Pedro e Alexandre Grendene Bartelle adquirem o controle da Vulcabras S.A
- 2007 – O grupo Vulcabras adquire a Azaleia e nasce a Vulcabras Azaleia
- 2008 – Criada a Joint venture com Adidas para a comercialização da marca Reebok no mercado nacional e argentino
- 2015 – Término da Joint Venture com Adidas com o consequente encerramento da comercialização da marca Reebok;
- 2016 – A marca Olympikus é protagonista na categoria de calçados esportivos e disputa a liderança do mercado nacional em volume de  pares comercializados.
- 2017 – Re-IPO e liderança do mercado com a marca Olympikus.
- 2018 – Acordo com a Under Armour para licenciamento exclusivo da marca no Brasil
- 2020 – Licenciamento do segmento feminino para a Grendene e retorno ao foco na gestão de marcas esportivas
- 2021 – Vulcabras Azaleia S.A. passa a se chamar Vulcabras S.A. e passa a operar e produzir a marca Mizuno no Brasil. O grupo passa a ter uma nova identidade visual, e incorpora em suas comunicações a assinatura “Vivemos para o esporte”, endossando assim não apenas sua história como também sua experiência e foco no segmento esportivo
- 2022 – A Vulcabras se torna a primeira empresa calçadista a usar energia limpa na produção de 100% dos seus calçados. Além disso, a companhia foi responsável pela criação do Olympikus Corre Grafeno, o primeiro tênis de corrida do mundo com placa de grafeno.